# Борая (Шибеник)
Борая (хорв. Boraja) — населений пункт у Хорватії, у Шибеницько-Книнській жупанії у складі міста Шибеник.

## Населення
Населення за даними перепису 2011 року становило 249 осіб.
Динаміка чисельності населення поселення:

## Клімат
Середня річна температура становить 14,09 °C, середня максимальна – 28,12 °C, а середня мінімальна – 0,75 °C. Середня річна кількість опадів – 760 мм.
| Клімат поселення                              | Клімат поселення | Клімат поселення | Клімат поселення | Клімат поселення | Клімат поселення | Клімат поселення | Клімат поселення | Клімат поселення | Клімат поселення | Клімат поселення | Клімат поселення | Клімат поселення | Клімат поселення |
| Показник                                      | Січ.             | Лют.             | Бер.             | Квіт.            | Трав.            | Черв.            | Лип.             | Серп.            | Вер.             | Жовт.            | Лист.            | Груд.            |                  |
| Середній максимум, °C                         | 9,79             | 10,26            | 13,15            | 16,74            | 21,89            | 25,74            | 28,12            | 27,85            | 23,24            | 18,76            | 13,35            | 10,26            |                  |
| Середня температура, °C                       | 5,28             | 5,73             | 8,62             | 12,22            | 17,37            | 21,20            | 24,30            | 24,02            | 19,42            | 14,94            | 9,51             | 6,43             |                  |
| Середній мінімум, °C                          | 0,75             | 1,21             | 4,11             | 7,69             | 12,85            | 16,68            | 20,47            | 20,19            | 15,59            | 11,10            | 5,69             | 2,61             |                  |
| Норма опадів, мм                              | 68               | 58               | 63               | 66               | 53               | 51               | 29               | 44               | 71               | 80               | 96               | 81               |                  |
| Середньомісячна швидкість вітру, м/с          | 2.78             | 2.96             | 3.08             | 2.96             | 2.60             | 2.34             | 2.38             | 2.22             | 2.47             | 2.58             | 3.10             | 3.04             |                  |
| Середньомісячна сонячна радіація, кДж/м²·день | 5455             | 8250             | 11938            | 16533            | 20458            | 23054            | 24598            | 21585            | 16133            | 10458            | 5888             | 4623             |                  |
| --------------------------------------------- | ---------------- | ---------------- | ---------------- | ---------------- | ---------------- | ---------------- | ---------------- | ---------------- | ---------------- | ---------------- | ---------------- | ---------------- | ---------------- |
| Джерело:                                      |                  |                  |                  |                  |                  |                  |                  |                  |                  |                  |                  |                  |                  |